# Pat Miletich
Pat "The Croatian Sensation" Miletich (hrvatski: Miletić) borac je u mješovitim borilačkim vještinama iz Bettendorfa u američkoj saveznoj državi Iowi. Hrvatskog je podrijetla.
Poznat je po svojim borbama u organizaciji UFC-u. Bio je prvi prvak UFC-a u velter kategoriji. Naslov je držao od 16. listopada 1998. do 4. svibnja 2001. godine. Četiri puta je branio naslov, svaki put uspješno. Bio je pobjednik UFC-ova turnira u lakoj kategoriji 13. ožujka 1998. godine.
Osnovao je Miletich Fighting Systems, klub koji je okupio neke od najnadarenijih i najomiljenijih boraca u mješovitim borilačkim vještinama, kao što je bivši prvak u UFC-u u velter-kategoriji Matt Hughes, bivši UFC-ov prvak u teškoj kategoriji "the Maine-iac" Tim Sylvia i zvijezda u usponu "Ruthless" Robbie Lawler. 
6. srpnja 2014. uveden je u UFC-ovu Kuća slavnih u odjel UFC-ovih seniora.
Patov prastric Johnny Miletich (nastupao kao Johnny Miller) boksao je za SAD u lakoteškoj kategoriji na OI 1932. godine i poslije je bio profesionalni boksač. Prastric Johnny bio je poznat i po tome što je u amaterskoj borbi pobijedio budućeg legendarnog prvaka Joea Louisa.

## Dosadašnji rezultati u mješovitim borilačkim vještinama
Do 5. kolovoza 2005., Pat Miletić je ostvario rezultat od 28-2-6 (pobjeda-neriješeno-porazi)

## Vanjske poveznice
- Službeni profil na UFC-u (eng.)
- Sherdog Borbe u mješovitim borilačkim vještinama  (eng.)